# Lichess
Lichess (pronúncia em inglês: [ˈliːtʃɛs]) é um website focado em jogos de xadrez. Qualquer um pode jogar anonimamente, embora os jogadores possam registrar uma conta no site para jogar jogos classificados.  Todos seus serviços estão disponíveis gratuitamente, pois o site é financiado por meio de doações. O site possui diversos recursos como quebra-cabeças, análise computacional dos jogos, torneios e variantes do xadrez.

## História

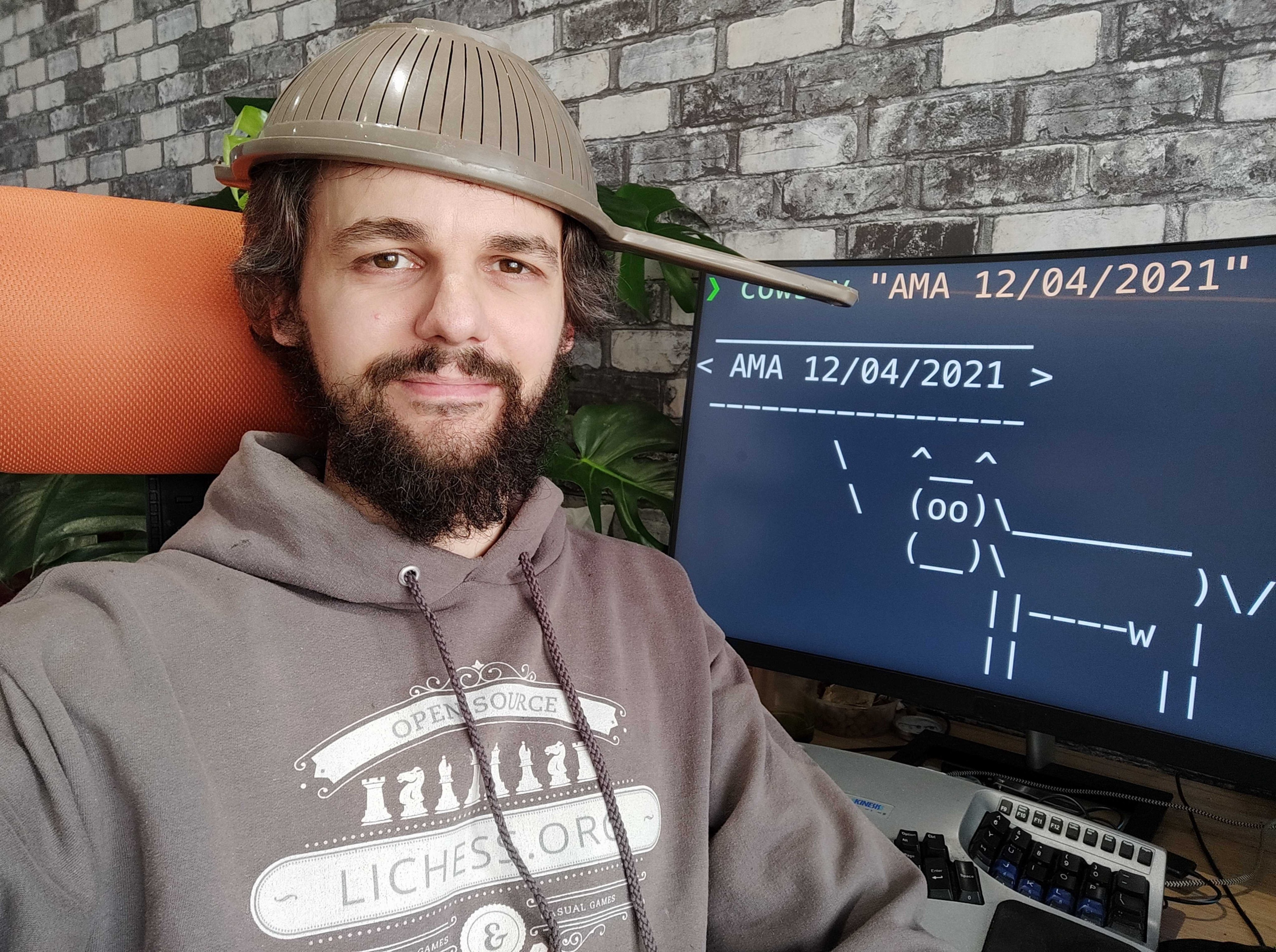
Thibault Duplessis, o criador do Lichess (2021)

Lichess foi fundado pelo programador francês Thibault Duplessis. O software que executa o Lichess e o design são open source sob a licença AGPL.
Em 10 de fevereiro de 2019, o lichess.org tinha um ranking global de 1268 no Alexa , com a maioria de seus visitantes vindo dos Estados Unidos, Reino Unido, Alemanha, Rússia e Canadá.  De acordo com o ranking , Lichess está em segundo lugar apenas para Chess.com como um dos servidores de xadrez on-line mais populares do mundo.
Em 11 de fevereiro de 2015, um aplicativo móvel oficial da Lichess foi lançado para dispositivos Android .  Posteriormente, um aplicativo para dispositivos móveis com iOS foi lançado em 4 de março de 2015.
Sendo livre de anúncios, Lichess depende de doações para manter mais de uma dúzia de servidores com mais de cem núcleos de processador, pagando aos programadores.
Em Abril de 2021 a Federação de Xadrez dos Estados Unidos anunciou o apoio e o suporte para a metolodia de jogo justo do Lichess.

## Características

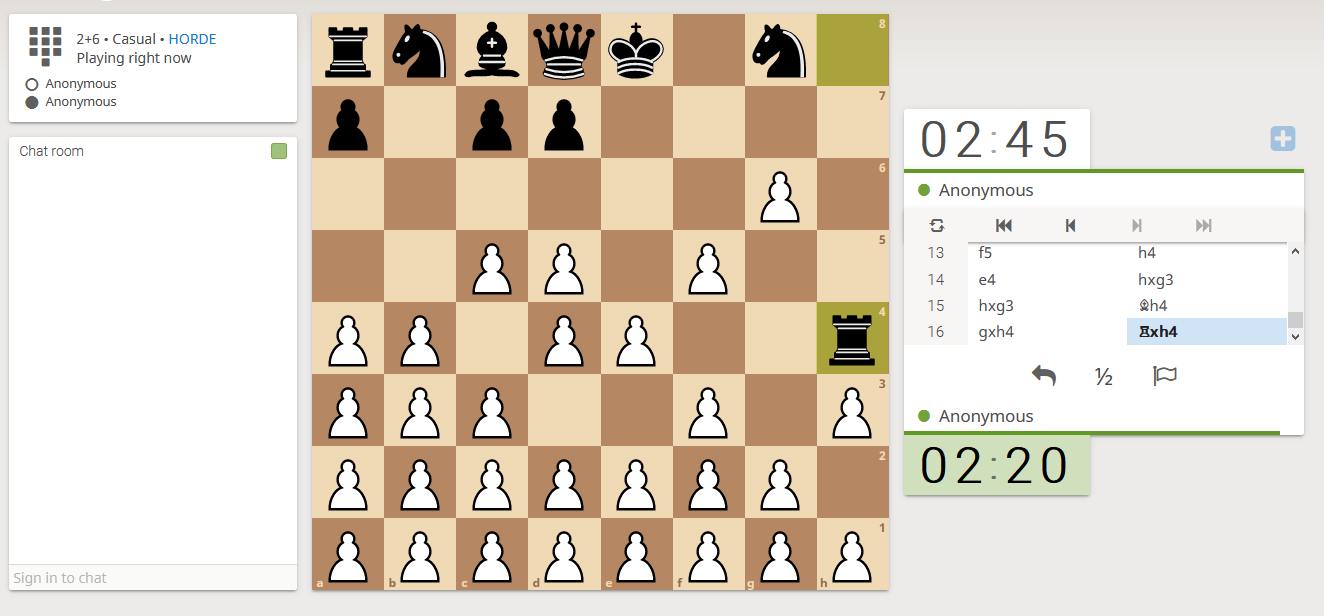
Em "Horde", as brancas tem uma grande quantidade de peões, já as pretas tem a configuração normal. O primeiro a capturar as peças de seu oponente ganha.

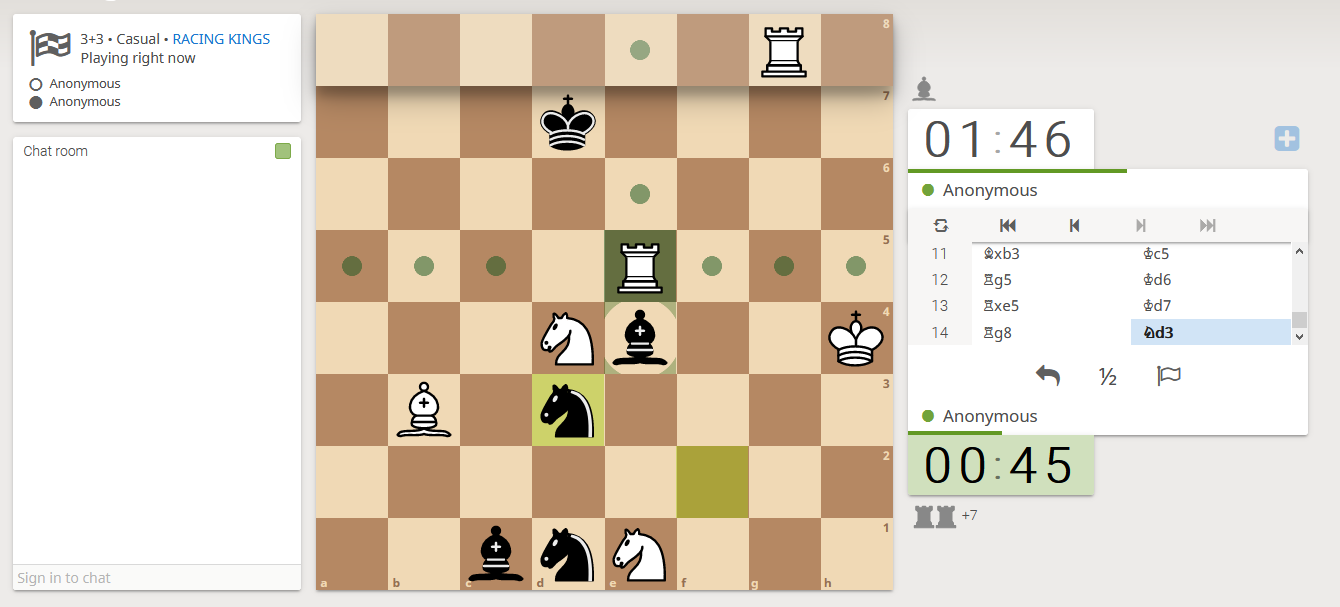
Em "Racing Kings", o primeiro jogador na qual o rei atingir a oitava linha vence. Os jogadores não são permitidos para colocar o oponente em cheque.

O site permite aos usuários jogar xadrez ao vivo e contra outros jogadores.  Ele possui diversos recursos de treinamento, incluindo noções básicas de xadrez , treinamento de táticas , notações de xadrez, vídeos, insights, explorador de abertura e uma área focada em estudos.
Além de permitir o xadrez para cegos, o site suporta as seguintes variantes do xadrez : 
- Antichess (Antixadrez)
- Xadrez atômico
- Xadrez960
- Crazyhouse[16]
- Horda
- Rei da colina
- Corrida de Reis
- Xadrez de três cheques

Os usuários também podem jogar contra o algorítimo computacional de xadrez Stockfish em vários níveis de dificuldade.  Eles também podem analisar posições específicas do xadrez padrão ou de qualquer uma das variantes de xadrez suportadas.  O site implementa uma versão do mecanismo do Stockfish que é executado na máquina local do usuário no navegador do usuário para análise limitada ou infinita, que calculará as melhores linhas de jogo ou as principais ameaças do oponente.  Uma série de aberturas baseadas em jogos jogados no site ou em um banco de dados de dois milhões de jogos jogados pelos jogadores titulares da FIDE está disponível.  Na variante Antichess, os usuários podem alternar para o banco de dados antichess da Mark Watkins.
Para jogadores registrados, Lichess emprega um sistema de classificação Glicko-2 e concede a capacidade de competir em torneios, postar nos fóruns e solicitar uma análise completa ao servidor para qualquer jogo finalizado.  As classificações para xadrez padrão são categorizadas em Ultrabullet, Bullet, Blitz, Rapid ou Classical, dependendo do tempo total do jogo ou do tempo total estimado (se usar o controle de tempo Fischer, que aumenta o tempo após cada movimento).
Lichess organiza torneios ao vivo tanto no xadrez padrão quanto no xadrez variante, e em tempos diferentes, com o tempo mais lento sendo 15 minutos por jogo com um incremento de 15 segundos por movimento. Para participar de um torneio, é necessário que o usuário tenha jogado um número suficiente de jogos (no mesmo controle de tempo ou na mesma variante).
Um aplicativo móvel Lichess está disponível para iOS e Android.

## Lichess Titled Arena
Desde dezembro de 2017, Lichess organiza a "Lichess Titled Arena", um torneio reservado a jogadores de xadrez profissionais. Os prêmios em dinheiro são dados aos cinco primeiros lugares.
| Nome                       | Data                   | Número de participantes | Recompensa | 1° lugar       | 2° lugar          | 3° lugar           | 4° lugar             | 5° lugar               |
| -------------------------- | ---------------------- | ----------------------- | ---------- | -------------- | ----------------- | ------------------ | -------------------- | ---------------------- |
| First Lichess Titled Arena | 14 de dezembro de 2017 | 118                     | $1000      | Magnus Carlsen | Fabiano Caruana   | Andrew Tang        | Georg Meier          | TheWarning (Anonymous) |
| Lichess Titled Arena 2     | 18 de janeiro de 2018  | 145                     | $1500      | Magnus Carlsen | Andrew Tang       | nl                 | Arka50 (Anonymous)   | Tuan Minh Le           |
| Lichess Titled Arena 3     | 1 de março de 2018     | 188                     | $2200      | Magnus Carlsen | Daniel Naroditsky | nl                 | Andrew Tang          | Jules Moussard         |
| Lichess Titled Arena 4     | 12 de abril de 2018    | 218                     | $3200      | Magnus Carlsen | Andrew Tang       | Olexandr Bortnyk   | nl                   | Jahongir Vakhidov      |
| Lichess Titled Arena 5     | 4 de maio de 2018      | 237                     | $3600      | Andrew Tang    | Alireza Firouzja  | Arka50 (Anonymous) | wizard98 (Anonymous) | Jules Moussard         |
| Lichess Titled Arena 6     | 4 de agosto de 2018    | 208                     | $1000      | Magnus Carlsen | Daniel Naroditsky | Olexandr Bortnyk   | nl                   | Akshat Chandra         |
| Lichess Titled Arena 7     | 7 de setembro 2018     | 226                     | $1500      | Tuan Minh Le   | Zaven Andriasian  | Magnus Carlsen     | Daniel Naroditsky    | Georg Meier            |
| Lichess Titled Arena 8     | 26 de outubro de 2018  | 227                     | $1125      | Magnus Carlsen | Andrew Tang       | nl                 | Alireza Firouzja     | Sergei Zhigalko        |
| Lichess Titled Arena 9     | 12 de dezembro de 2018 | 200                     | $1000      | Magnus Carlsen | Andrew Tang       | nl                 | Daniel Naroditsky    | Sergei Zhigalko        |
| Lichess Titled Arena 10    | 5 de janeiro de 2019   | 347                     | $1000      | Magnus Carlsen | Olexandr Bortnyk  | nl                 | Alireza Firouzja     | Sergei Zhigalko        |